# ماثيو نيغل
ماثيو نيغل (بالإنجليزية: Matthew Nagle)‏ (16 أكتوبر 1979 - 24 يوليو 2007) هو أول شخصٍ يستخدم واجهة الدماغ والحاسوب لاستعادة الوظائف المفقودة بسبب الشلل. كان ماثيو مصابًا بشللٍ رباعي لإصابةٍ في الفقرة العنقية الثالثة (C3)، وأصبح مشلولًا من الرقبة وأسفل بعد تعرضه للطعن.

## سيرته
التحق ماثيو نيغل بمدرسة ويموث الثانوية [الإنجليزية] (دفعة 1998). كان رياضيًا استثنائيًا ولاعب كرة قدم واعد. في عام 2001، تعرض للطعن أثناء مغادرته عرض الألعاب الناريَّة السنوي في المدينة بالقرب من شاطئ ويساغوسيت في 3 يوليو. كان يُحاول التدخل لمساعدة صديقٍ له، فتعرض للطعن وقُطع حبله الشوكي. توفي في ستوتون، ماساتشوستس [الإنجليزية] بتاريخ 24 يوليو 2007 بسبب إنتان الدم.

## تجربة برين غيت السريرية
وافق ماثيو على المشاركة في تجربةٍ سريرية تتضمن نظام الواجهة العصبية برين غيت [الإنجليزية] (الذي طورته شركة سايبركاينتك [الإنجليزية]) انطلاقًا من رغبته في التمتع بصحةٍ جيدةٍ مرة أخرى وعيش حياة طبيعية، وعلى أمل أن تساعده الاكتشافات الطبية الحديثة. كما أعرب عن أمله في أن تساعد مشاركته في هذه التجربة السريرية في تحسين حياة الأشخاص الذين يعانون مثله من إصاباتٍ أو أمراضٍ تسبب إعاقات حركية شديدة.
زُرع الجهاز في 22 يونيو 2004 بواسطة جراح الأعصاب غيرهارد فريهس (بالإنجليزية: Gerhard Friehs)‏. وُضعت مصفوفة يوتا (بالإنجليزية: Utah Array)‏ ذات 96 قطبًا كهربائيًا على سطح دماغه فوق منطقة القشرة الحركية التي تتحكم في يده اليسرى وذراعه، مع وصلة تربطه بالجزء الخارجي من جمجمته، حيث يمكن توصيله بجهاز حاسوب. بعد ذلك، دُرب الحاسوب للتعرف على أنماط تفكير ماثيو وربطها بالحركات التي كان يحاول القيام بها.
أثناء فترة تواجد المصفوفة المزروعة، تمكن ماثيو من التحكم في مؤشر فأرة الحاسوب، واستخدامه بعد ذلك للضغط على الأزرار التي يمكنها التحكم في التلفزيون، والتحقق من البريد الإلكتروني، والقيام بكل ما يمكن القيام به عن طريق الضغط على الأزرار. يمكنه الرسم (على الرغم من أنَّ التحكم بالمؤشر ليس دقيقًا) على الشاشة. كما يستطيع إرسال الأوامر إلى يد صناعية خارجيَّة (مُغلقة ومفتوحة). نشرت نتائج الدراسة في مجلة نيتشر. وفقًا للوائح إدارة الغذاء والدواء الأمريكيَّة (FDA) وبروتوكول الدراسة، أُزيل جهاز برين غيت منه بعد عام واحدٍ تقريبًا.

## اتهامات ضد المعتدي
وجهت هيئة محلفين كبرى في مقاطعة نورفولك بماساتشوستس في 5 يونيو 2008، لائحة اتهامٍ بالقتل من الدرجة الثانية إلى نيكولاس سيريغنانو (بالإنجليزية: Nicholas Cirignano)‏، حيث كان قد أدين في عام 2005 بطعن نيغل وحُكم عليه بالسجن تسع سنوات. استخدم المدعي العام للمقاطعة ويليام كيتنغ حكم الفاحص الطبي بالولاية بأنَّ الطعن تسبب في وفاة نيغل في نهاية المطاف باعتبره أساسًا لطلب المحاكمة بتهمة القتل.
حكم قاضي المحكمة العليا في 10 أبريل 2009، بأنه لا يمكن محاكمة نيكولاس بتهمة القتل، حيث أنَّ حكم هيئة المحلفين في قضية الاعتداء الأصلية قد حدد بالفعل أن أحد المكونات الرئيسية لتهمة القتل، وهو الحقد، قد أُبطل باستخدام القوة المفرطة في الدفاع عن النفس. ومع ذلك، لا يزال من الممكن، من الناحية النظرية، تطبيق التهمة الأقل خطورة وهي القتل غير المتعمد.